# Палубные часы

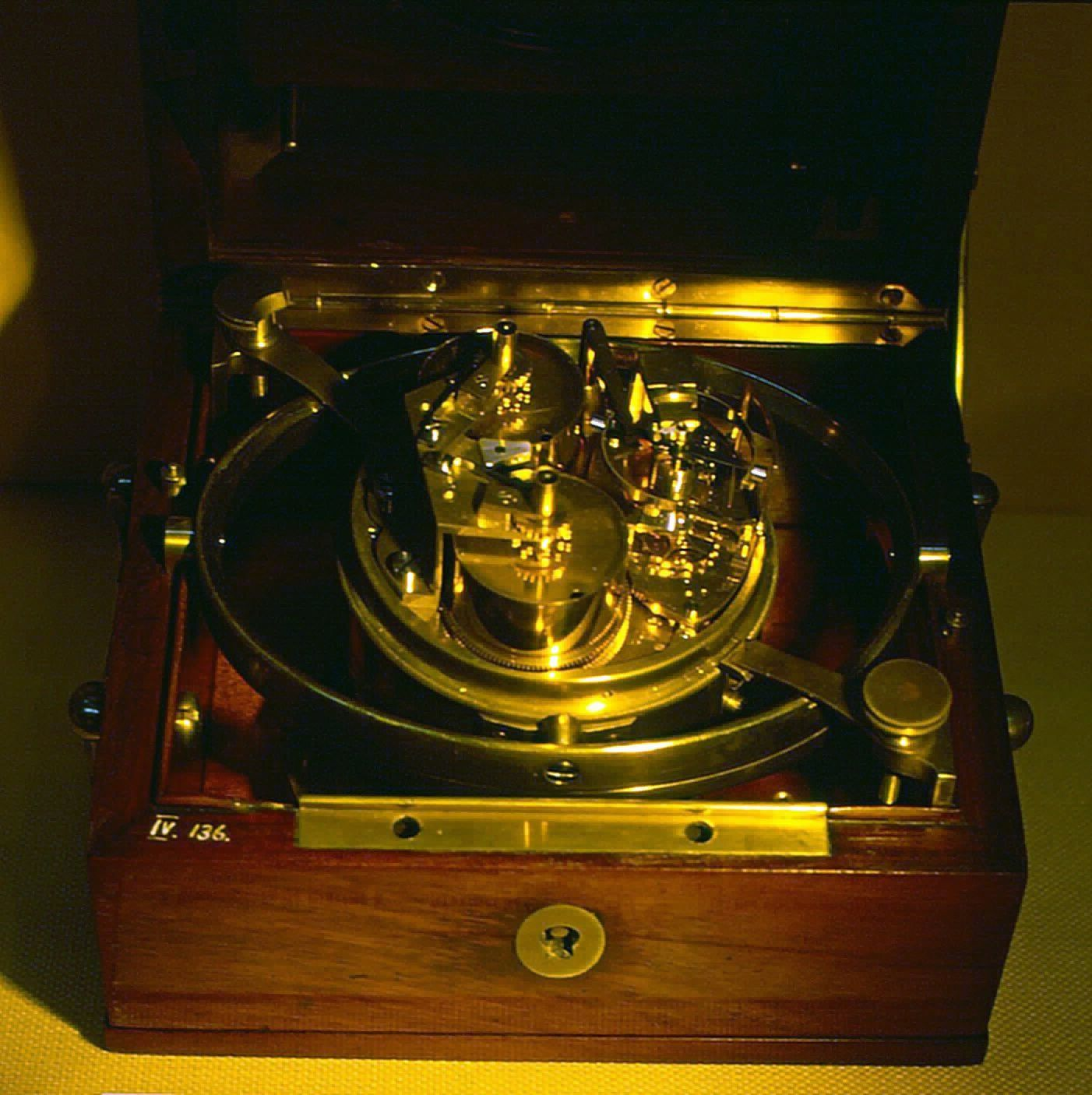

Па́лубные часы́ — корабельный прибор для измерения времени, представляет собой модифицированные карманные часы, помещённые в шкатулку из ценных пород дерева. Основное назначение — относительно точное измерение промежутков времени при артиллерийских и торпедных стрельбах, а также при определении места по оптическим приборам. Палубные часы ежедневно поверяются корабельным хронометром. Как и морской хронометр, палубные часы имеют разрезной биметаллический баланс, компенсирующий тепловое расширение металла.
В настоящее время палубные часы выпускаются, в основном, в качестве сувенирной продукции.